# Rachel Levine
Pour les articles homonymes, voir Levine.
Rachel Levine, née le 28 octobre 1957, est une pédiatre et femme politique américaine. Depuis le 26 mars 2021, elle est secrétaire adjointe à la Santé des États-Unis dans l'administration du président Joe Biden, ce qui fait d'elle la première personne transgenre de l'histoire américaine membre d'une administration présidentielle.

## Biographie
Rachel Levine, née Richard, est diplômée de l'université Harvard et de l'école de médecine de l'université Tulane. Pédiatre, elle travaille auprès d'enfants et d'adolescents, son expertise portant plus particulièrement sur les opioïdes, la marijuana médicale, les troubles de l'alimentation ou encore la médecine LGBT. Elle est également professeure d'université en pédiatrie et en psychiatrie,,.
Elle déménage de New York à la Pennsylvanie rurale au début des années 1990.
De 2017 à 2021, elle est directrice de la santé de l'État de Pennsylvanie, sous l'autorité du gouverneur démocrate Tom Wolf. Bien que contrôlé par les républicains, le Sénat local la confirme à trois reprises dans ses fonctions,. 

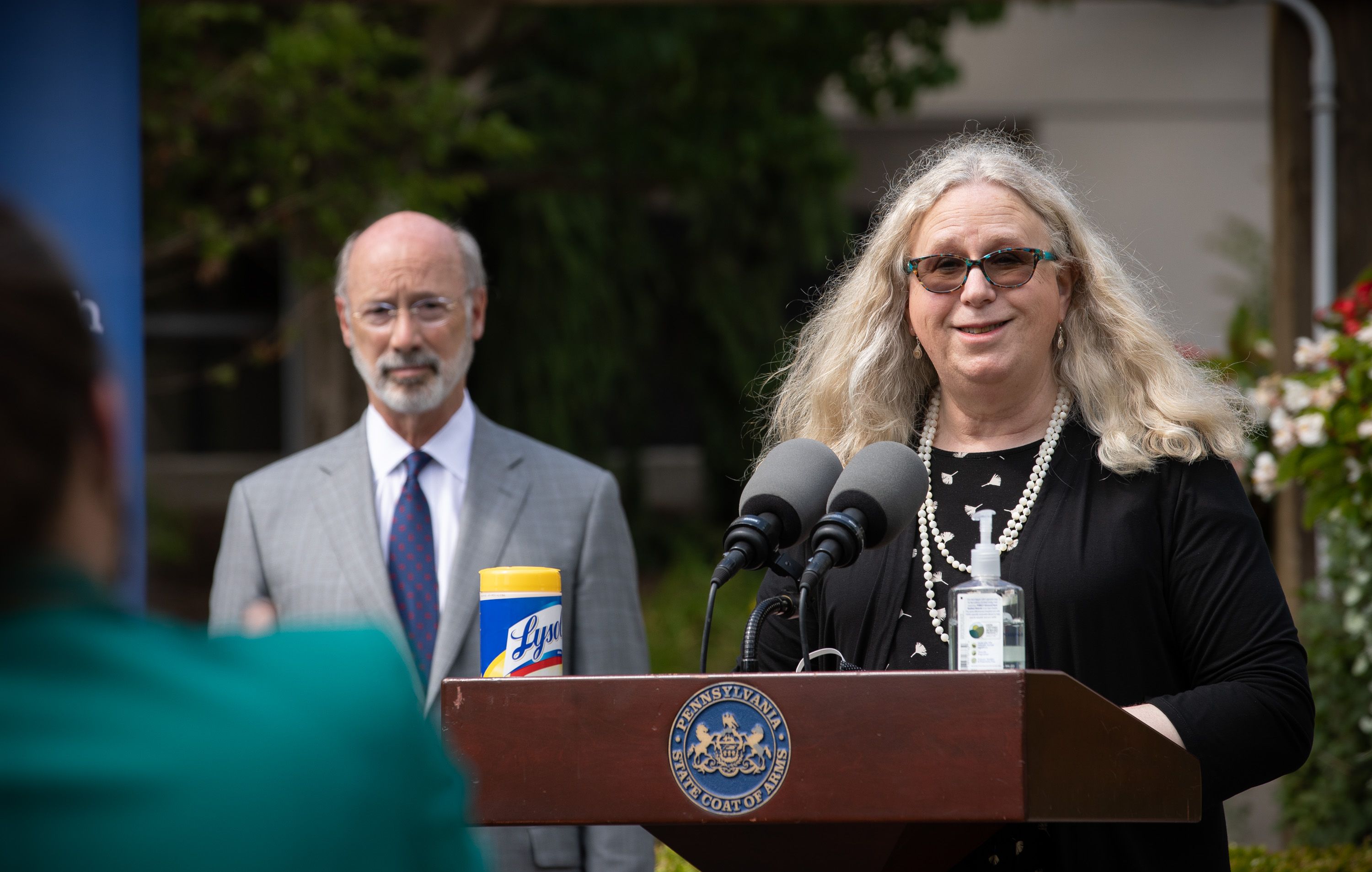
Rachel Levine intervenant en juin 2020 au sujet de la pandémie de Covid-19. Derrière elle, le gouverneur Tom Wolf.

En 2020, elle est en particulier chargée de la gestion de la pandémie de Covid-19 au niveau de l'État, défendant à ce sujet une doctrine préventive. À mesure que sa notoriété grandit, elle devient l'objet de critiques de la part de personnes hostiles aux règlementations sociales, certains proférant à son encontre des injures transphobes. Rachel Levine y répond avec sérénité, ce genre d'attaque ne faisant selon elle « qu'alimenter [son] désir de faire [son] travail ».
Elle a été membre du conseil d'administration d'Equality Pennsylvania, une organisation de défense des droits LGBT.
Début 2021, le président élu Joe Biden choisit Xavier Becerra pour diriger le département de la Santé dans sa future administration démocrate. Il s'agit du premier Hispanique à être désigné à cette fonction. Pour le seconder, Joe Biden choisit Rachel Levine ; cette nomination est confirmée par le Sénat le 24 mars 2021, avec l'appui des sénatrices républicaines Lisa Murkowski et Susan Collins, ; Rachel Levine devient alors la première personne transgenre proposée et confirmée à un tel niveau de responsabilité dans une administration américaine. Joe Biden salue une première « historique ». Cette politique tranche avec celle de son prédécesseur républicain Donald Trump, qui avait interdit aux personnes trans hormonées de servir dans l'armée,.

## Vie privée
Rachel Levine, qui a deux enfants, affirme publiquement son identité de genre à partir du début des années 2000. Elle effectue sa transition en 2011 et divorce en 2013.